# Pingwang (köpinghuvudort i Kina, Jiangsu Sheng, lat 30,98, long 120,64)
Pingwang är en köpinghuvudort i Kina. Den ligger i provinsen Jiangsu, i den östra delen av landet, omkring 210 kilometer sydost om provinshuvudstaden Nanjing. Antalet invånare är 93 351. Befolkningen består av 46 502 kvinnor och 46 849 män. Barn under 15 år utgör 8,0 %, vuxna 15-64 år 78 %, och äldre över 65 år 13,0 %.
Runt Pingwang är det tätbefolkat, med 849 invånare per kvadratkilometer. Närmaste större samhälle är Shengze, 8,2 km söder om Pingwang. I omgivningarna runt Pingwang växer i huvudsak barrskog.
Genomsnittlig årsnederbörd är 1 712 millimeter. Den regnigaste månaden är juni, med i genomsnitt 277 mm nederbörd, och den torraste är november, med 65 mm nederbörd.